# Divine (acteur)

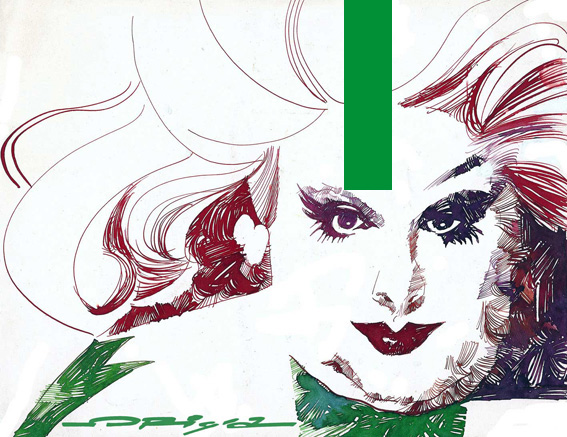
Tekening van Divine als dragqueen

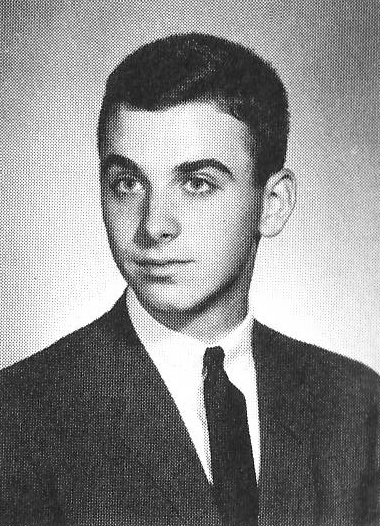
Harris Glenn Milstead op 17-jarige leeftijd

Divine, pseudoniem van Harris Glenn Milstead (Towson, 19 oktober 1945 – Los Angeles, 7 maart 1988), was een Amerikaans acteur, zanger en dragqueen.

## Levensloop
In zijn jeugd raakte Milstead bevriend met leeftijdsgenoot John Waters. Deze liet Milstead in 1966 voor het eerst in de door hem geregisseerde film Roman Candles optreden als de extravagante travestiet Divine. De naam Divine had Waters ontleend aan het boek Our Lady of the Flowers van Jean Genet. Milstead, alias Divine, speelde in de jaren zestig, zeventig en tachtig in meerdere musicals en niet zelden controversiële films, met als een van de bekendste Pink Flamingos uit 1972.
Met zijn optredens in theaters en clubs en het uitbrengen van songs kreeg Divine bekendheid in de homoscene en in alternatieve kringen. Het Amerikaanse tijdschrift People noemde hem Drag Queen of the Century. De populariteit van Divine waaide korte tijd over naar Europa, waar hij veel aanhang kreeg in Engeland, Duitsland en Nederland. De single Shoot Your Shot werd begin 1983 veel gedraaid op Hilversum 3 en bereikte in februari 1983 de 3e plaats in de Nederlandse Top 40, de 5e plaats in de TROS Top 50 en de 7e plaats in de Nationale Hitparade. Ook trad Divine onder meer op in de Amsterdamse homodiscotheek DOK.
Milstead wilde laten zien dat hij meer was dan alleen een dragqueen en dat hij ook kon acteren in mannelijke rollen. Zo was hij te zien in de films Trouble in Mind (1984) en Hairspray (1988).

## Overlijden
Divine overleed op 7 maart 1988 in zijn slaap in het Regency Plaza Suites Hotel te Los Angeles. Sectie wees uit dat de dood was veroorzaakt door een vergroot hart, ontstaan door morbide obesitas. De slaapapneu, die door het grote overgewicht werd veroorzaakt, zorgde voor een acute hartstilstand door verstikking. Van de dokter had Milstead te horen gekregen, dat hij niet op zijn rug liggend moest slapen; hij deed dit echter toch, tegen het advies van zijn dokter in. Hij woog bij zijn dood 170 kilogram.
Divine werd begraven op Prospect Hill Cemetery in zijn geboorteplaats Towson. Zijn beide ouders overleefden hem, zijn moeder Frances zorgde voor zijn nagedachtenis en steunde de lgbt-emancipatie. Dit na de vroege dood van haar zoon in 1988, en die van haar man in 1993.

## Trivia
- Divine was kort voor zijn overlijden gevraagd om de rol van moeder én oom van het karakter Peggy Bundy te spelen in de serie Married... with Children. De opnames zouden op de dag van zijn overlijden starten.
- Het personage Ursula de zeeheks in de Disneyfilm De kleine zeemeermin was op Divine geïnspireerd.

## Filmografie
- Roman Candles (1966) als The Smoking Nun
- Eat Your Makeup (1968) als Jacqueline Kennedy
- The Diane Linkletter Story (1969) als Diane Linkletter
- Mondo Trasho (1969) als Divine
- Multiple Maniacs (1970) als Lady Divine
- Pink Flamingos (1972) als Divine & Babs Johnson
- Female Trouble (1974) als Dawn Davenport & graaf Peterson
- Polyester (1981) als Francine Fishpaw
- Lust in the Dust (1985) als Rosie Velez
- Trouble in Mind (1985) als Hilly Blue
- Tales from the dark side (1987) als Seymourlama
- Hairspray (1988) als Edna Turnblad & Arvin Hodgepile
- Out of the dark (1989) als Detective Langella

## Discografie
- Native Love (Step By Step) (1982)
- Shoot Your Shot (1983)
- Love Reaction (1983)
- Shake It Up (1983)
- You Think You're A Man (1984)
- T-shirts And Tight Blue Jeans (1984)
- I'm So Beautiful (1984)
- Alphabet rap (1984)
- Walk Like A Man (1985)
- Twistin' The Night Away (1985)
- Hard Magic (1985)
- Little Baby (1987)
- Hey, You! (1987)

### Singles
| Single met eventuele hitnotering(en) in de Nederlandse Top 40 | Datum van verschijnen | Datum van binnenkomst | Hoogste positie | Aantal weken | Opmerkingen |
| ------------------------------------------------------------- | --------------------- | --------------------- | --------------- | ------------ | ----------- |
| Native Love (Step by Step)                                    | 1982                  | 02-10-1982            | 34              | 3            |             |
| Shoot Your Shot                                               | 1982                  | 11-12-1982            | 3               | 10           |             |
| Shake It Up                                                   | 1983                  | 05-03-1983            | 16              | 6            |             |
| Love Reaction                                                 | 1983                  | 17-09-1983            | 18              | 5            |             |